# Astrojax

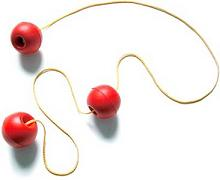
Astrojax Plus

L'Astrojax è un attrezzo di giocoleria composto da una cordicella in cui sono infilate 3 sfere forate, due delle quali situate agli estremi e fissate agli estremi del cavo. La terza, libera di scorrere sul cavo, è quella che sta alla base della rotazione che permette di eseguire tutti i trick che si possono fare con l'Astrojax.

## Storia
È stato inventato dal fisico Larry Shaw nel 1987. Fece la sua prima comparsa sul mercato nel 1994, distribuito da "The Nature Company" e negli anni seguenti vinse alcuni premi. Nel 2000 l'Astrojax è stato acquisito da Active People, una azienda svizzera specializzata in yo-yo.
L'Astrojax ha fatto parte del programma "Toys in Space" dalla NASA, ed esistono tre categorie dedicate nel Guinness dei primati. Esistono molte versioni di questo attrezzo: di vari colori, fosforescenti, illuminate a led e persino infuocate (solamente la sfera centrale, altrimenti sarebbe impossibile impugnare l'attrezzo). Come il Devil's Stick, essendo un attrezzo "giovane" molte persone inventano ogni giorno nuovi trick.

## Trick base
1. Horizontal Orbit: Una delle due sfere fisse viene tenuta in una mano, e le altre due formano orbite orizzontali sotto di essa. Le due sfere rotanti si bilanciano a vicenda, mantenendo stabile l'orbita. Per evitare il rallentamento delle sfere si usano piccoli movimenti circolari della mano. È possibile iniziare la rotazione tenendo entrambe le sfere fisse e facendo roteare la sfera centrale, quindi rilasciando una delle due si crea un'orbita orizzontale.
2. Vertical Orbit: È simile all'orbita orizzontale, ma le due sfere roteano perpendicolarmente al terreno. La velocità è mantenuta con piccoli movimenti della mano verso l'alto.
3. Butterfly: Partendo con un'orbita verticale, la mano viene mossa rapidamente a destra e sinistra, mantenendo il ritmo con la rotazione verticale. Questo crea un movimento delle due sfere che ricorda un'elica.